# Vương tử Đồi
Cơ Đồi (chữ Hán: 姬颓; trị vì: 675 TCN-673 TCN), hay vương tử Đồi (王子颓), là vị vương thất cướp ngôi vua nhà Chu trong lịch sử Trung Quốc.
Cơ Đồi là con thứ của Chu Trang Vương - vua thứ 16 nhà Chu - và sủng thiếp Diêu cơ.
Năm 677 TCN, anh ông là Chu Ly Vương qua đời, người cháu là Chu Huệ Vương lên ngôi.
Năm 675 TCN, Chu Huệ vương chiếm đoạt vườn tược của các đại thần làm chỗ thả thú. Đại thần Biên Bá bất mãn, cùng 4 đại thần khác ngầm mượn quân chư hầu của Yên Trang công và Vệ Huệ công về đánh Chu Huệ vương. Huệ vương bỏ chạy về đất Ôn rồi sang nương nhờ nước Trịnh.
Biên Bá lập vương tử Đồi lên ngôi vua. Từ khi được lập lên ngôi vua, Cơ Đồi chỉ ăn chơi hưởng lạc, mở yến tiệc, không thiết việc triều chính.
Năm 673 TCN, Trịnh Lệ công cùng Quắc công liên minh giúp Huệ vương, mang quân đánh kinh đô Lạc ấp, giết chết Cơ Đồi và dựng lại Huệ vương.
Cơ Đồi chỉ làm vua được 2 năm và không được xem là một vị vua chính thức của nhà Chu.